# John Lauridsen
John Mikkelsen Lauridsen (ur. 2 kwietnia 1959 w Ribe) – duński piłkarz grający na pozycji pomocnika.

## Kariera klubowa
Laudrisen swoją karierę rozpoczął w 1978 roku w Esbjerg fB. Gdy Esbjerg fB w 1979 roku zdobywało mistrzostwo Danii był on już ważnym zawodnikiem pierwszego zespołu. W 1982 roku wyjechał za granicę i szybko wskoczył do pierwszego składu hiszpańskiego RCD Espanyol. W 1988 roku razem z Espanyolem awansował do finału Pucharu UEFA, gdzie jednak jego klub uległ Bayerowi 04 Leverkusen po rzutach karnych. W 7 sezonach, które spędził w Espanyolu rozegrał 213 spotkań i zdobył 26 goli. W 1988 roku przeszedł do CD Malagii ligowych rywali klubu z Barcelony. W klubie z Andaluzji grał 2 sezony po czym wrócił do Esbjerg fB, swojego pierwszego klubu. Właśnie tam w listopadzie 1992 roku zakończył karierę.
| Sezon   | Klub               | Kraj      | Rozgrywki        | Mecze | Bramki |
| ------- | ------------------ | --------- | ---------------- | ----- | ------ |
| 1978/79 | Esbjerg fB         | Dania     | Superligaen      | 16    | 2      |
| 1979/80 | Esbjerg fB         | Dania     | Superligaen      | 30    | 4      |
| 1980/81 | Esbjerg fB         | Dania     | Superligaen      | 30    | 5      |
| 1981/82 | Espanyol Barcelona | Hiszpania | Primera División | 15    | 2      |
| 1982/83 | Espanyol Barcelona | Hiszpania | Primera División | 30    | 2      |
| 1983/84 | Espanyol Barcelona | Hiszpania | Primera División | 32    | 1      |
| 1984/85 | Espanyol Barcelona | Hiszpania | Primera División | 30    | 5      |
| 1985/86 | Espanyol Barcelona | Hiszpania | Primera División | 32    | 7      |
| 1986/87 | Espanyol Barcelona | Hiszpania | Primera División | 41    | 5      |
| 1987/88 | Espanyol Barcelona | Hiszpania | Primera División | 33    | 4      |
| 1988/89 | CD Malaga          | Hiszpania | Primera División | 34    | 2      |
| 1989/90 | CD Malaga          | Hiszpania | Primera División | 24    | 1      |
| 1990/91 | Esbjerg fB         | Dania     | Superligaen      | 34    | 10     |
| 1991/92 | Esbjerg fB         | Dania     | Superligaen      | 36    | 9      |

## Kariera reprezentacyjna
W reprezentacji Danii Laudrisen zadebiutował w 1981 roku w spotkaniu z Finlandią. Wystąpił na Mistrzostwach Europy w 1984 roku, gdzie zagrał w dwóch spotkaniach i zdobył bramkę w spotkaniu przeciwko Jugosławii. W Duńskiej kadrze narodowej rozegrał 27 spotkań i zdobył 3 bramki.